# Campionati russi di ski cross 2010
I Campionati russi di ski cross 2010 si sono svolti a Poljarnye Zori il 7 aprile. Il programma ha incluso sia la gara femminile che la gara maschile. 
Trattandosi di competizioni valide anche ai fini del punteggio FIS, vi hanno partecipato anche sciatori di altre federazioni, senza che questo consentisse loro di concorrere al titolo nazionale russa.

## Risultati

### Uomini
| Pos. | Atleta          | Nazione |
| ---- | --------------- | ------- |
| 1    | Egor Korotkov   | Russia  |
| 2    | Alexandr Bondar | Russia  |
| 3    | Artem Danilov   | Russia  |
| 4    | Ivan Anikin     | Russia  |

### Donne
| Pos. | Atleta              | Nazione |
| ---- | ------------------- | ------- |
| 1    | Nadezhda Yalisheva  | Russia  |
| 2    | Viktoria Struk      | Russia  |
| 3    | Daria Vasilyeva     | Russia  |
| 4    | Violetta Kovalskaya | Russia  |